# VKS狙擊步槍
VKS“排氣者”（俄語：ВКС«Выхлоп»，意為：大口徑狙擊步槍，意為：大口徑特種狙擊步槍）是一款由俄罗斯圖拉市KBP儀器設計廠旗下的運動及狩獵武器中央設計研究局（TsKIB SOO）槍械設計師弗拉基米爾·V·佐羅賓研發生产的12.7毫米（.50英吋）大口徑重型犢牛式消聲狙擊步槍（反器材步槍），使用了直拉式槍機，發射12.7×55毫米俄羅斯口徑亞音速步枪子彈。

## 歷史
2002年，VKS消聲狙擊步槍為聯邦安全局（俄語：Федеральная служба безопасности Российской Федерации，簡稱：ФСБ，簡稱：FSB）特種部隊的要求開發。

## 設計細節
12.7×55毫米俄羅斯口徑VKS消聲狙擊步槍是特種部隊要求提供要比9×39毫米蘇聯口徑VSS Vintorez消聲狙擊步槍要強大得多的消聲射擊和貫穿力。VKS的主要攻擊目標是達到600公尺（656.17码，1,968.5英尺）的範圍內身穿重型防彈衣或是躲藏在汽车和其他堅硬掩體後方的敵人。
VKS消聲狙擊步槍採用了无托结构的設計，把槍機等的主要部件放在手槍握把的背後，從而縮短了總長度（英語：Overall length，簡稱：OAL）而不縮短槍管長度。這樣使其尺寸更為適合在城市反恐作戰中使用。

### 槍機
與手動步枪一樣，它需要以手動的方式完成子彈送入膛室（上膛）與將使用過的彈槍機退出膛室（退膛）動作。不過VKS消聲狙擊步槍使用的手動槍機並非旋轉後拉式槍機，而是採用了並不常見的直拉式槍機。雖然這設計早已不再常見，而且結構複雜和可靠性差劣，但其好處是其槍機操作可以比起其他的傳統型手動槍機有更快的操作速度，熟練的射手可以使其射擊速度不下於一枝半自動步枪。使用這種類似手動槍機的狙擊步槍的現代武器還有德国布拉塞爾R93，但VKS的拉機柄顯得更為簡單。

### 機匣組件
钢製機匣採用金屬衝壓加工的方式製作而成，機匣前部上方兩側設有6個大型散熱孔。機匣最前方的頂部設有一個折疊式準星，準星下方左側設有槍背帶環。機匣中間頂部裝有一段瞄準鏡導軌，以便安裝光學瞄準鏡。導軌尾部為一個折疊式照門。機匣後方設有一塊托腮板。

### 槍機組件
與AK系列步槍一樣，VKS也採用轉拴式槍栓閉鎖結構。不過兩者的槍機設計不同的是，AK系列步槍槍機機頭上設有兩個鎖耳（英語：Lug，又稱：閉鎖突箏），而VKS則是在槍機機頭上設有四個鎖耳。VKS的拉機柄裝在機框以上，可在機匣左右兩側設置。
使用時，先向前推動拉機柄，帶動槍機向前，將彈匣內首發子彈推進膛室。當槍機前進到位的時候，機框上的閉鎖凹槽驅動槍機滾轉閉鎖，呈閉膛待擊狀態。子彈擊發以後，向後拉動拉機柄，機框螺旋槽帶動槍機反方向滾轉而而開鎖，並且抽出彈殼，在槍機向後的過程中，將彈殼拋出槍外。

### 護木組件
VKS消聲狙擊步槍使用聚合物材料製作而成的護木，護木下方帶有一個可以折疊式兩腳架，兩腳架上打孔以減輕重量。兩腳架在不需要使用時可以向後折疊放入護木下方的凹槽中；而有需要使用時可以向前展開，而且兩腳架的高度也可以根據使用者和／或使用情況進行調節。

### 槍托組件
VKS消聲狙擊步槍使用同為聚合物材料製作而成的槍托，減輕了全槍的质量。槍托尾部設有一塊由橡膠製造的後座緩衝墊，而且設計為向內裡凹陷樣式，使用者抵肩時非常舒適，而且能夠有效地吸收後座力。手動保險桿設置在槍托左側。

### 彈匣組件
VKS消聲狙擊步槍使用同為聚合物材料製作而成的彈匣，這在俄羅斯狙擊步槍而言比較少見。彈匣容量為5發，採用單排式彈匣設計結構保證了其供彈的可靠性。

## 彈藥
VKS消聲狙擊步槍發射專屬12.7×55毫米俄羅斯口徑亞音速步枪子彈，全彈總長度為97毫米（3.82英吋）。
- SC-130／STs-130（俄語：СЦ-130）：標準狙擊彈
- SC-130U／STs-130U（俄語：СЦ-130У）：訓練彈
- SC-130PT／STs-130PT（俄語：СЦ-130ПТ）：彈重59克（1,040.58格令）的狙擊彈，在100公尺的精度為1MOA，最大有效射程為600公尺（656.17码，1,968.5英尺）
- SC-130PT2／STs-130PT2（俄語：СЦ-130ПТ2）：彈重48.2克 (744 格令) 青銅實心狙擊彈，精度更高
- SC-130VPS／STs-130VPS（俄語：СЦ-130ВПС）：彈重76克（1,340.41格令）的穿甲弹，裝甲貫穿力：在200公尺內16毫米钢板，或是在100公尺內俄羅斯5級、美國3級重型避彈衣

## 使用國
- 俄羅斯
  - 聯邦安全局

## 流行文化

### 电子游戏
- 2007年—：以5發彈匣供彈，命名為「VSK-50」，只在Xbox 360和PlayStation 3版本的單人模式之中登場出現。
- 2012年—《战争前线》：命名为“VSSK Vychlop”，为狙击手专用武器，只能通过抽奖获得，战术导轨配件（狙击枪双脚架、特殊狙击枪双脚架）以及瞄准镜（狙击枪5.5x瞄准镜、狙击枪4.5x中程瞄准镜、狙击枪4x短程瞄准镜、狙击槍5x快速瞄准镜），不可改装枪口，视为自带消音器。拥有黄金版本，强化射程和载弹量，可以改装除枪口外的所有配件，自带消音器。
- 2013年—：命名為「VSSK」，隨DLC推出，奇怪地設定為半自動射擊。
- 2013年—：命名為「VKS」，黑色槍身，以5發（戰役模式）或10發（聯機模式和滅絕模式）彈匣（聯機模式時可使用改裝：延長彈匣增至15發）供彈，初始攜彈量為20發（聯機模式）和30發（滅絕模式），最高攜彈量為60發（聯機模式）和80發（滅絕模式），內置消音器和裝有預設的狙擊鏡，奇怪地設定為半自動射擊。聯機模式時可以使用ACOG光學瞄準鏡、熱能探測混合式瞄準鏡、可變倍變焦鏡頭、延長彈匣、穿甲弹；滅絕模式時以1,500點取得。
- 2015年—《生存法則（英语：Survarium）》
- 2017年—：命名為“Vikop”。
- 2018年—《無限法則》：可裝配任何高倍率鏡頭。

## 圖集

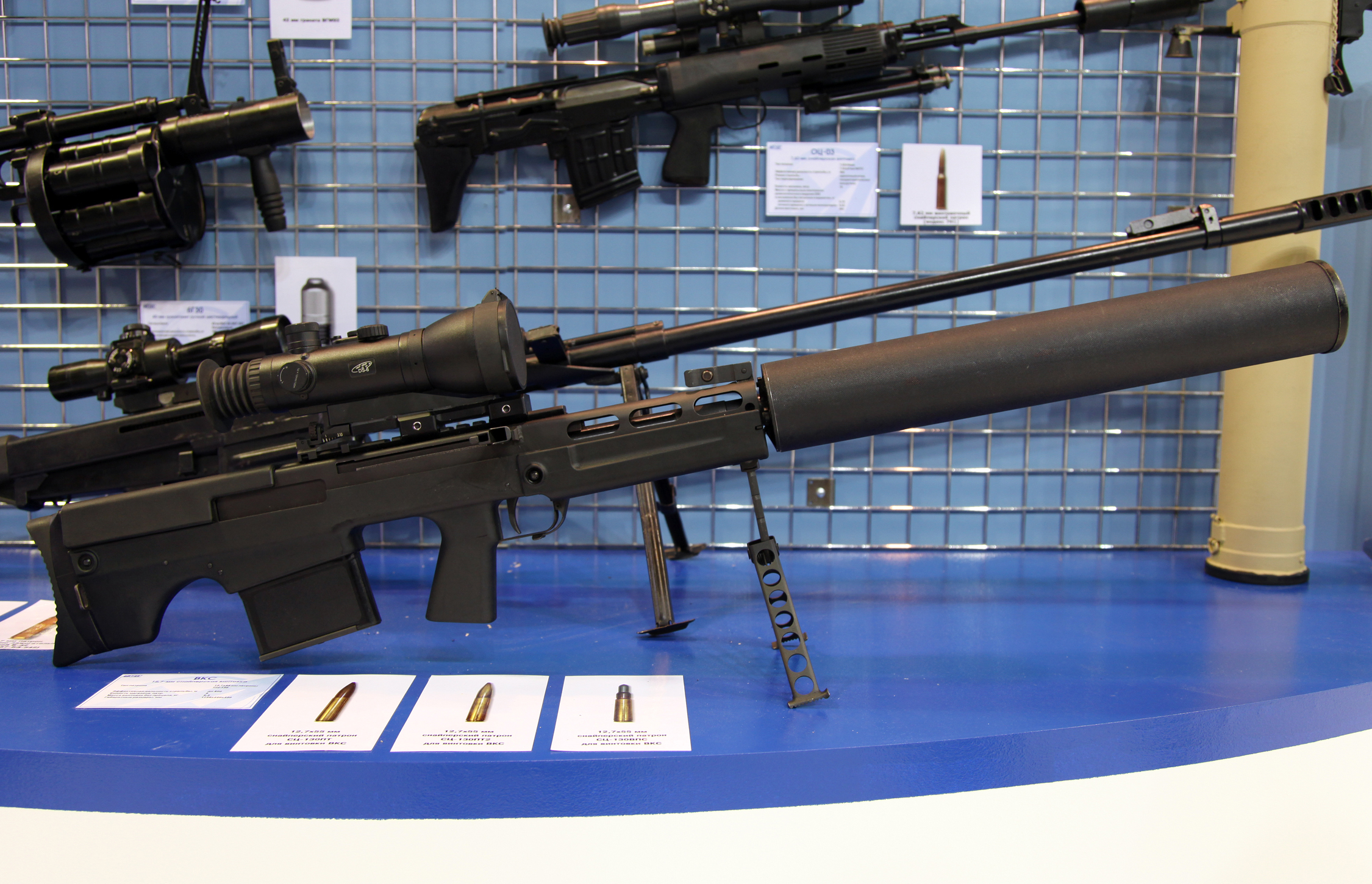
2012年工程技術國際論壇上展出的VKS狙擊步槍
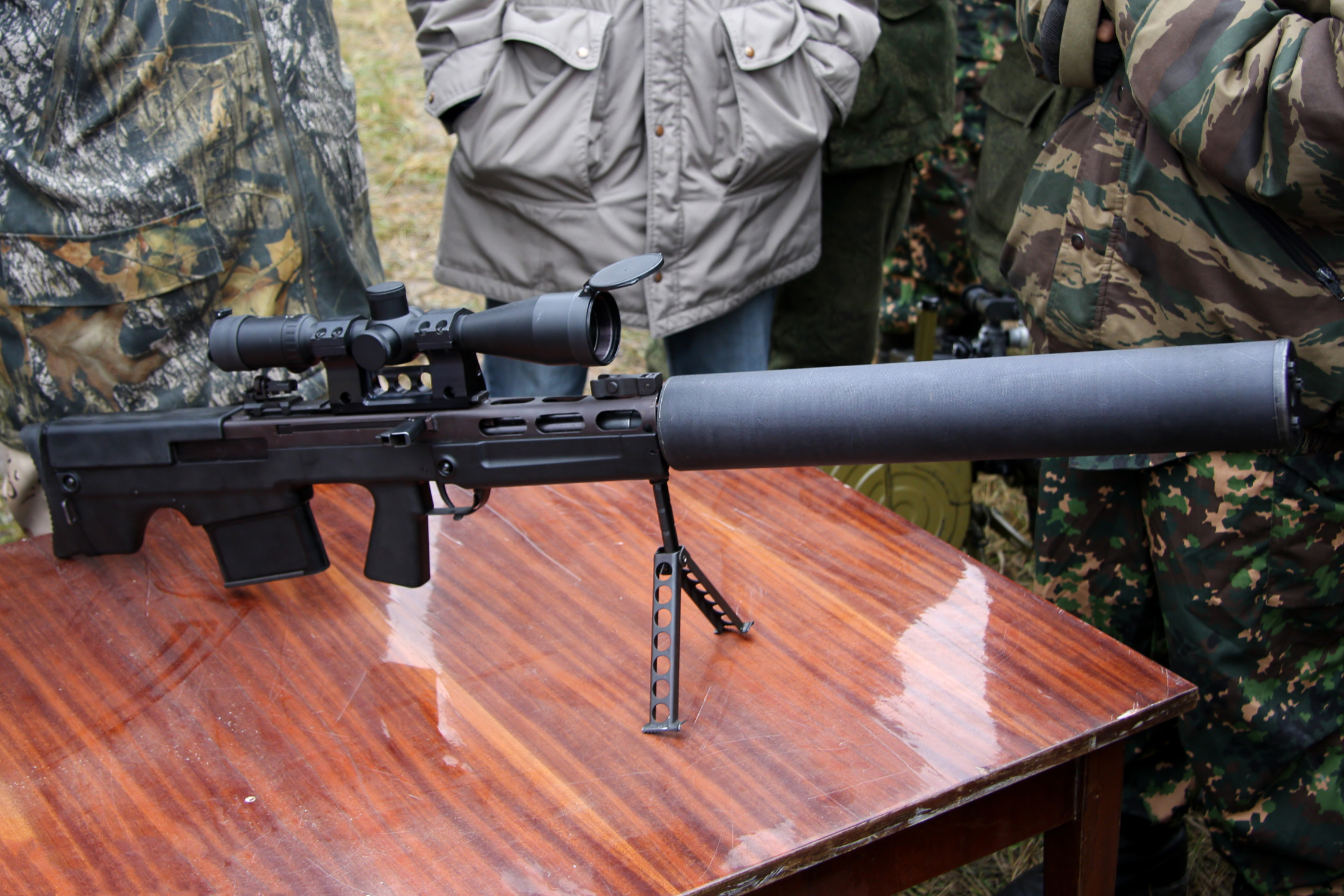
2011年俄羅斯國際軍警安防設備展（Interpolitex 2011）上展出的VKS狙擊步槍
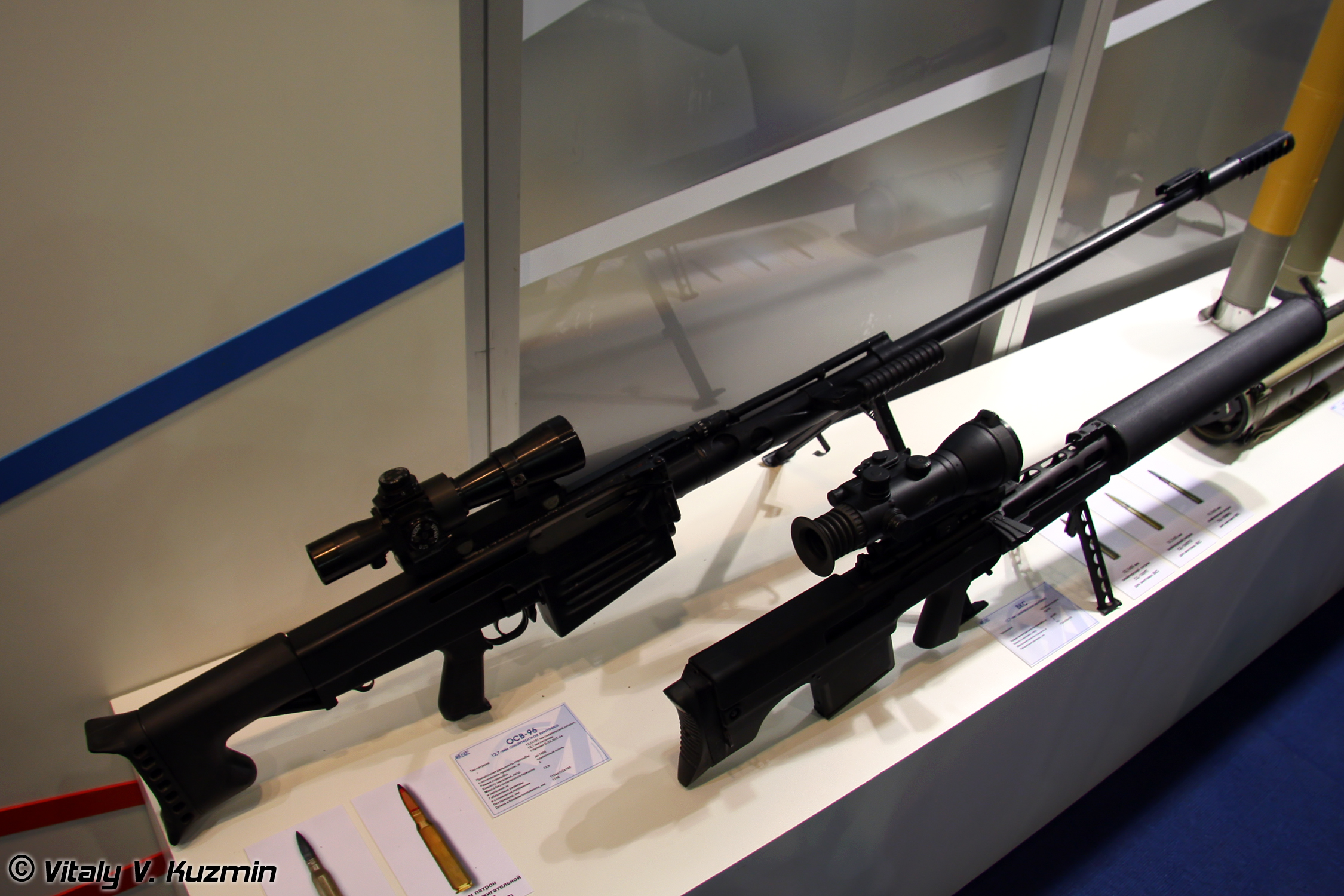
2011年俄羅斯國際軍警安防設備展上展出的OSV-96重型狙擊步槍和VKS狙擊步槍
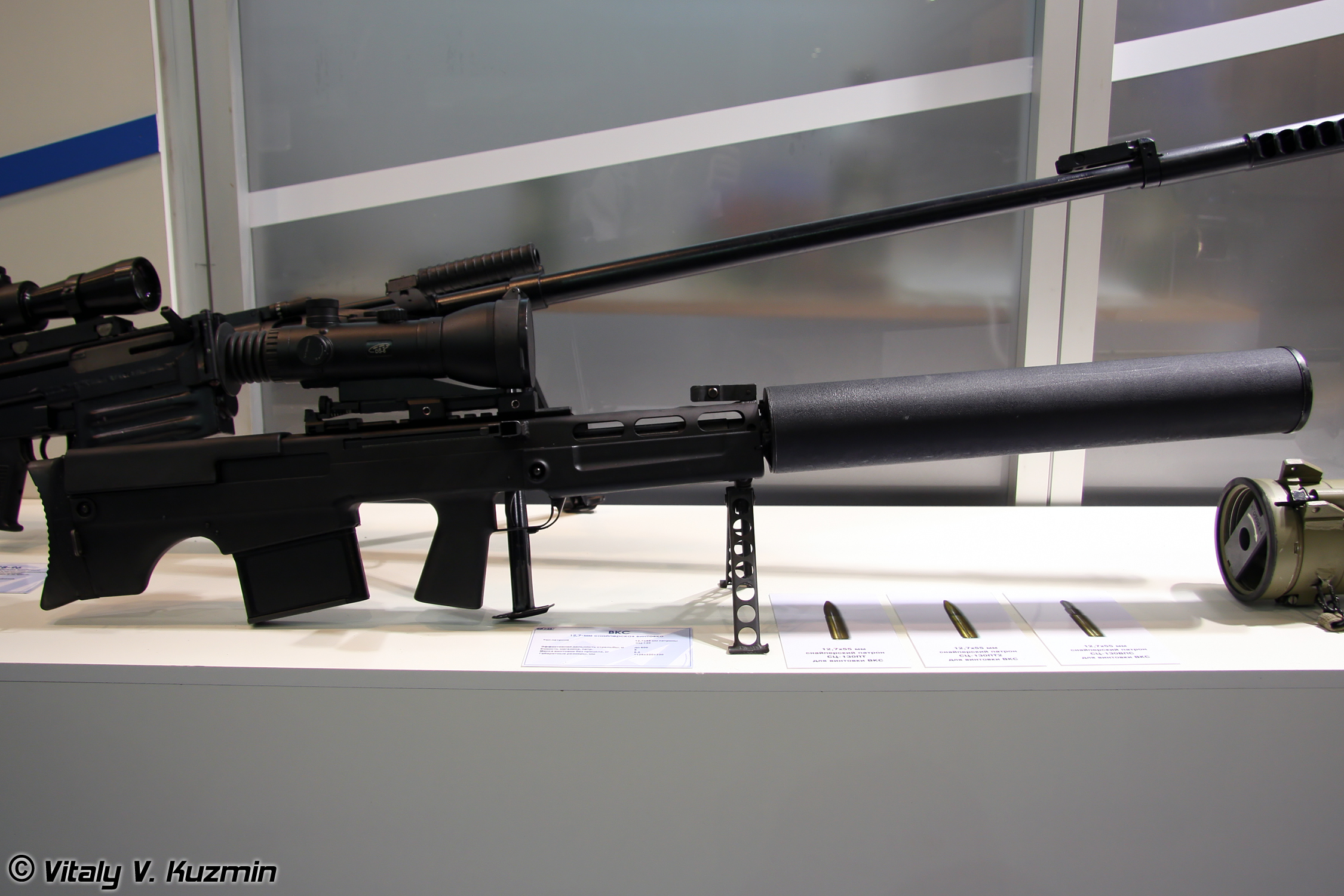
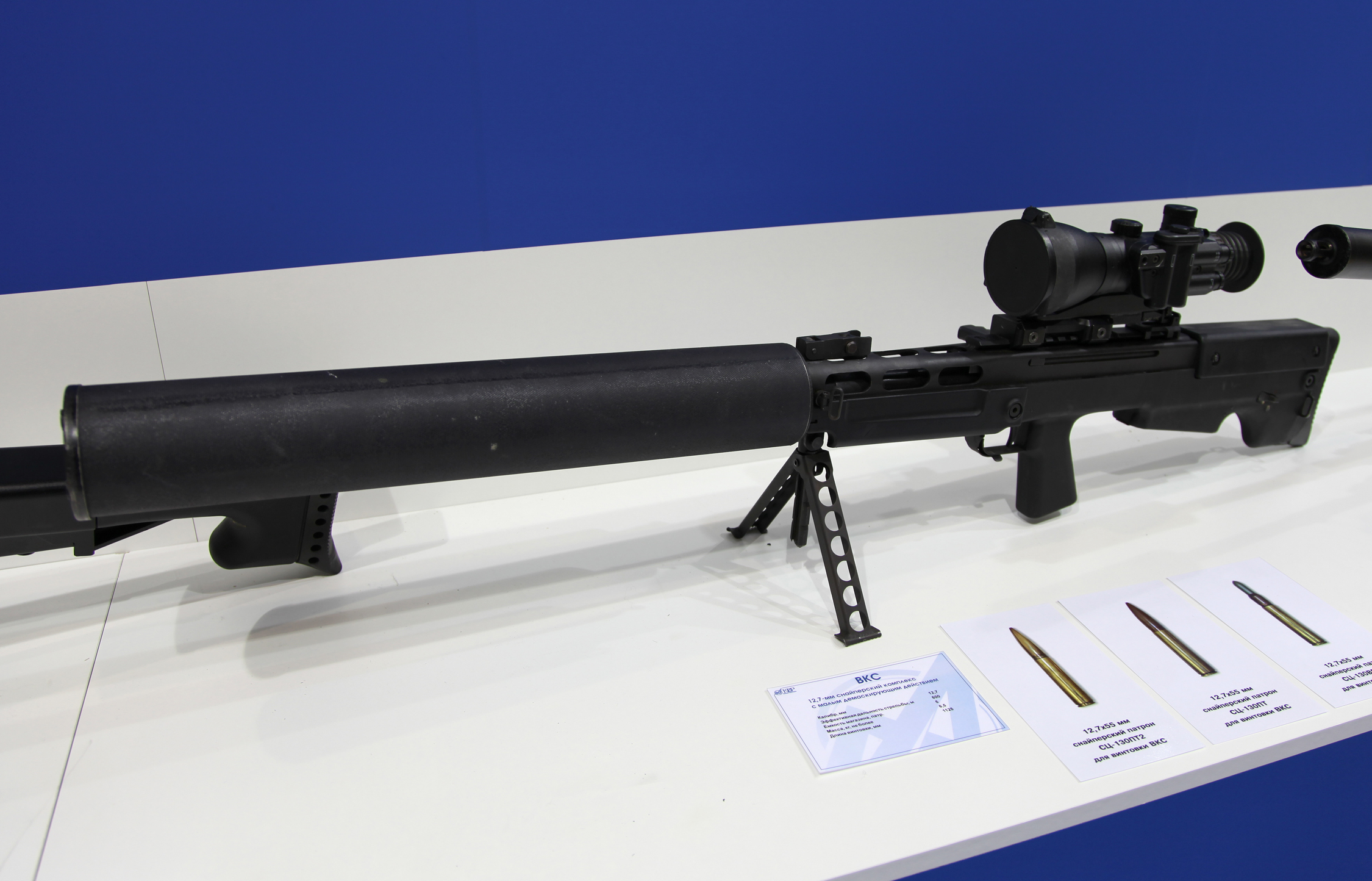
2012年俄羅斯國際軍警安防設備展（Interpolitex 2012）上展出的VKS狙擊步槍

## 資料來源
- 英語維基百科 （页面存档备份，存于）
- 俄語維基百科 （页面存档备份，存于）
- （简体中文）—《轻兵器》雜誌2012年7月下第14期（ISSN 1000-8810；CN 11 1907/TJ）：另类招牌：VKS大口径微声狙击步枪

## 外部連結
- （俄文）—KBP官方網站
- （英文）—Modern Firearms—VKS / VSSK Vychlop ("Exhaust") large caliber silenced sniper rifle （页面存档备份，存于）
- （英文）—Small Arms Defense Journal—Big Bore, Small Noise: VKS Large Caliber Silenced Sniper Rifle （页面存档备份，存于）
- （英文）—The Firearm Blog.com—
  - VKS Sniper Rifle （页面存档备份，存于）
  - The VKS: Russia’s other 12.7x55mm Rifle （页面存档备份，存于）
  - Kalashnikov Concern, Tula, TsNIITochMash at IDEX（页面存档备份，存于）
- （俄文）—Военный паритет—Патроны для стрелкового оружия（页面存档备份，存于）
- （俄文）—Официальный сайт филиала ГУП КБП — «ЦКИБ СОО» （页面存档备份，存于）
- （俄文）—описание ВССК «ВЫХЛОП» на сайте weapon.at.ua （页面存档备份，存于）
- （俄文）—крупкокалиберная снайперская винтовка «Выхлоп» (Россия) （页面存档备份，存于）
- VKS
- Pic 1 Pic 2
（照片中似乎是不同的VKS衍生型，或是在相同或類似的發展計劃之中的類似的競爭性武器。其主要區別之一是槍口抑制器，它可以被拆卸，武器不一定要裝上它才可發射。）
- （简体中文）—槍炮世界—VKS（VSSK）微声狙击步枪 （页面存档备份，存于）